# Phoma eupatorii
Phoma eupatorii är en lavart som beskrevs av Died. 1912. Phoma eupatorii ingår i släktet Phoma, ordningen Pleosporales, klassen Dothideomycetes, divisionen sporsäcksvampar och riket svampar.   Inga underarter finns listade i Catalogue of Life.